# هاسمیک هایراپتیان
هاسمیک سورنی هایراپتیان (ارمنی: Հասմիկ Սուրենի Հայրապետյան؛ انگلیسی: Hasmik Hayrapetyan؛ زادهٔ ۱۲ دسامبر ۱۹۶۶) زیست‌شناس  اهل ارمنستان است.

## زندگی‌نامه
وی در ۱۲ دسامبر ۱۹۶۶ در ایروان به دنیا آمد و از دانشگاه دولتی ایروان فارغ‌التحصیل گشت. 

## یادداشت
1. ↑  կենսաբանական գիտությունների դոկտոր